# Fisting

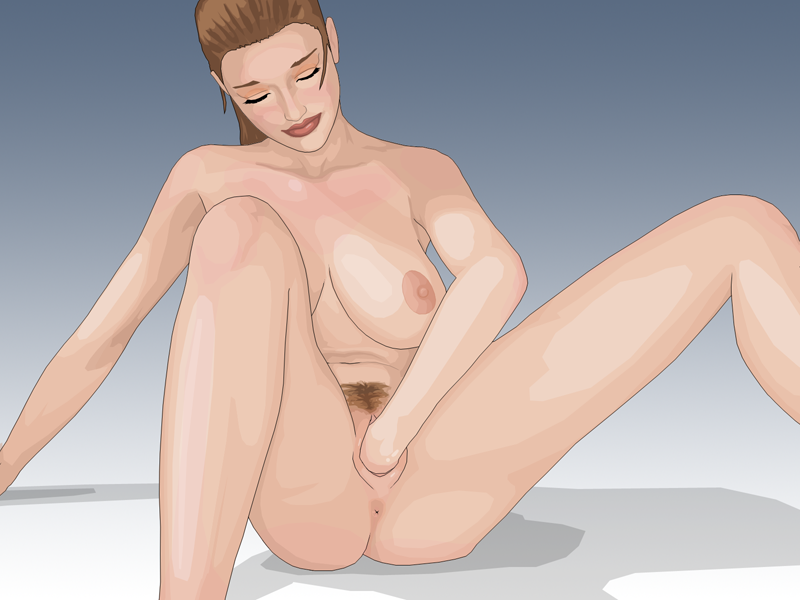
Ilustracja przedstawiająca kobietę masturbującą się w formie fistingu, tzn. wkładającą dłoń do pochwy

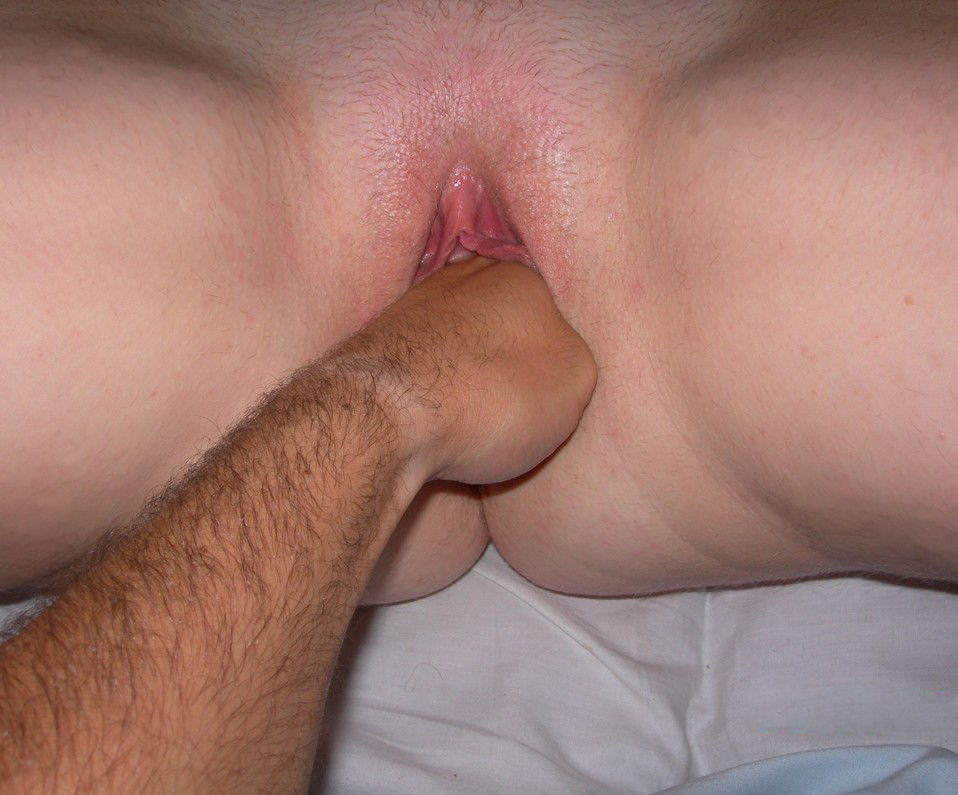
Fisting pochwy wykonywany przez mężczyznę

Fisting (ang. fist – pięść) – rodzaj aktywności seksualnej, polegający na penetracji pochwy lub odbytu (fisting analny) za pomocą całej ręki. Płytki fisting oznacza wsunięcie dłoni po nadgarstek, głęboki – prawie do łokcia. Fisting bywa obecny w relacjach zarówno hetero-, jak i homoseksualnych, ponadto płytki – również jako forma masturbacji. Podczas stosowania ważnym elementem jest stosowanie lubrykantów mających na celu zapewnienie odpowiedniego poślizgu. Najbardziej popularnym i bezpiecznym lubrykantem jest preparat na bazie wody.

## Fisting analny
Fisting analny to rodzaj fistingu polegający na penetracji odbytu za pomocą całej dłoni.
Rodzaj praktyki seksualnej praktykowanej zarówno przez kobiety, jak i mężczyzn, polegającej na wprowadzaniu palców, całej dłoni, a czasem także głębiej – przedramienia – poprzez odbyt. Wymaga ona przygotowania, tj. płukania (lewatywa głęboka) i czyszczenia odbytu. Niekiedy jest to również forma masturbacji.
Fisting analny potencjalnie niesie za sobą szereg zagrożeń dla zdrowia, w tym m.in. możliwą perforację jelita grubego, a także wzrost ryzyka zapadnięcia na chorobę nowotworową (mięsak Kaposiego).